# زیتونه (استان سکیکده)
زیتونه (به عربی: زيتونة) یک شهرداری در الجزایر است که در استان سکیکده واقع شده‌است.